# Chillington Hall

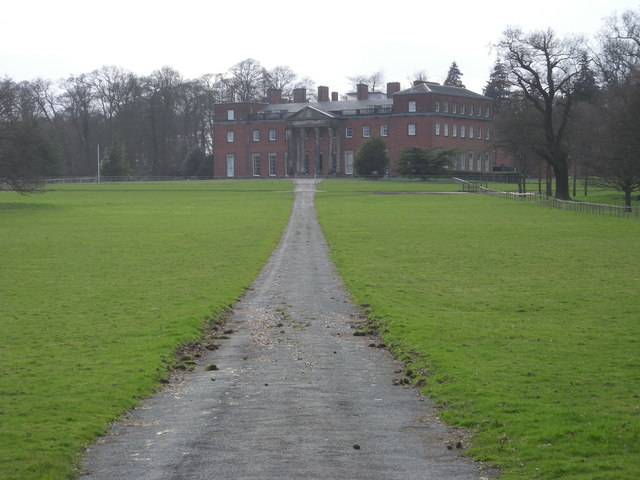
Vista geral de Chillington Hall.

Chillington Hall é um palácio rural em estilo georgiano, localizado próximo de Brewood, no Staffordshire, quatro milhas a noroeste de Wolverhampton, Inglaterra. O edifício, um listed building classificado com o Grau I, é a residência da família Giffard. Foi desenhado por Francis Smith, em 1724, e por John Soane, em 1785. O parque e o lago foram concebidos paisagisticamente por Capability Brown.

## História
No Domesday Book (1086), Chillington (Cillintone) está inscrito no Warwickshire como fazendo parte das propriedades de William FitzCorbucion, e foi o neto deste, conhecido como Peter Corbesun de Studley, que concedeu Chillington a Peter Giffard, sobrinho da sua esposa, pela soma de 25 marcos e uma carga de metal.
A casa actual é a terceira existente no local. No século XII existia, naquele sítio, um castelo em pedra, do qual ainda pode ser vista uma pequena esquina nas adegas do actual palácio, com a casa original ao lado. Esta casa foi substituida, no século XVI, por Sir John Giffard (Alto Xerife de Staffordshire em cinco ocasiões). Peter Giffard começou o terceiro edifício demolindo e substituindo parte da casa em estilo Tudor de Sir John, em 1724. A reconstrução substituiu a fachada sul por uma frente de tijolos vermelhos com ornamentação em pedra.
Cerca de 1725, Peter Giffard plantou a longa avenida de carvalhos que formava o acesso original à casa, mas, provavelmente, incorporou muitas árvores já existentes. Durante a década de 1770, Lancelot Brown ("Capability" Brown) desenhou o parque paisagístico a sul do palácio para Thomas Giffard o velho. 
Na propriedade, existem várias estruturas classificadas com o Grau II e o Grau II*. O pombal e o bloco de estábulos, classificados com o Grau II*, encontram-se inscritos no Registo de Edifícios em Risco.